# زاحفات طويلة الأطراف
زاحفات طويلة الأطراف (الاسم العلمي:†Megalancosaurinae) هي أسرة منقرضة من الزواحف تتبع فصيلة الزاحفات المنجلية من أصنوفة أشباه الزاحفات المنجلية.

## أجناس الزاحفات الطويلة الأطراف
- زاحفة طويلة الأطراف
- الزاحفة المنجلية